# Влодарка (Західнопоморське воєводство)
Влодарка (пол. Włodarka, нім. Voigtshagen) — село в Польщі, у гміні Тшеб'ятув Ґрифицького повіту Західнопоморського воєводства.
Населення — 271 особа (2011).
У 1975-1998 роках село належало до Щецинського воєводства.

## Демографія
Демографічна структура станом на 31 березня 2011 року:
|          | Загалом | Допрацездатний вік | Працездатний вік | Постпрацездатний вік |
| -------- | ------- | ------------------ | ---------------- | -------------------- |
| Чоловіки | 137     | 31                 | 95               | 11                   |
| Жінки    | 134     | 25                 | 82               | 27                   |
| Разом    | 271     | 56                 | 177              | 38                   |